# ロス・リャノス空軍基地
ロス・リャーノス空軍基地（スペイン語：Base Aérea de Los Llanos）は、スペイン・カスティーリャ＝ラ・マンチャ州アルバセーテ県アルバセーテ南4kmに所在するスペイン空軍の飛行場。2003年7月1日からアルバセーテ空港と共有されAENAにより運営されている。
戦闘航空集団（MACOM）隷下の第14航空団が配置され、隷下の2個飛行隊にはスペイン空軍が保有するダッソー ミラージュF1戦闘攻撃機全機が配備されている。その後近代化され2011年からユーロファイター タイフーン多用途戦闘機に機種更新が開始される。
基地に隣接してアルバセーテ航空廠（MAESAL）があり、ここではミラージュF1戦闘機の改修、修理および修正を担当していた。また、空軍の他の航空機（カナディア CL-215消火飛行艇やCASA C-101ジェット練習機）も扱っていた。

## 歴史
軍事施設の歴史は1910年代まで遡れる。つまり、マドリード＝クアトロ・ビエントス空港とカルタヘナに近いロス・アルカサーレスのムルシア＝サン・ハビエル空港との間を結ぶ適当な中間点としてアルバセーテが選ばれた。市議会は飛行場建設のために陸軍省にラ・プルゴーサとロス・リャーノス間にある南部の土地を提供する。
当初はラ・トレシーカ飛行場（La Torrecica）と命名され、1923年9月に2機の航空機が着陸し運用が開始される。翌年には市民パイロット初等学校が開設される。初等学校では1932年に予算削減されるまでアブロ 504複葉機とブリストル F.2 ファイター複葉機を使用して教育を担当していた。飛行場の運営は継続されたが1929年から軍に開放される。
スペイン内戦期は陸軍反乱部隊の手から共和制軍にわたり、1936年7月26日共和国令によって共和空軍参謀本部が組織されその年の11月から1938年4月まで使用される。また終戦直前の1939年3月までは共和軍空輸部隊が使用していた。1938年10月まで国際旅団の基地としても利用されていた。
戦後は ロス・リャーノス飛行場に改名され1939年10月7日に新設されたスペイン空軍による使用が始まり第13爆撃連隊が配置される。同連隊には共和軍から鹵獲したツポレフ SB2M爆撃機19機が装備されており、1940年代末にはユンカース Ju 88爆撃機が更新のため配備される。また、この時にアルバセーテ航空廠（MAESAL）が設立され、それ以来各種航空機の整備や改修に責任を負っている。
1957年3月1日に第13爆撃連隊は第26爆撃航空団に改編される。CASA社はハインケル He111爆撃機のライセンス生産品であるCASA 2.111を製造していた。1962年8月1日に第26爆撃航空団は第37輸送航空団と交代する。同航空団はダグラス DC-3輸送機とデ・ハビランド DHC-4輸送機を装備していた。また、飛行場は1946年7月から民間航空に開放され、滑走路を2,250メートルまで延伸した。しかし、民間開放されるもその運行規模は小さく、さらに軍事活動の増加にともなって1955年に再び軍専用に戻される。
1974年3月にイベリア半島中部での良好な地勢のため、空軍は航空戦闘専門部隊である第14航空団が編成し配置する。空軍基地は前年まで爆撃機部隊に対応していたが戦闘機部隊に変更され、空軍はダッソー ミラージュF1戦闘機を購入し割り当てた。1975年6月18日に最初の受領部隊である第141飛行隊に配備され、1980年4月1日には第142飛行隊に配備が開始される。
新型機の到着により基地は新施設と必須業務のために改装を必要としていた。そして、滑走路は2,700メートルまで延伸しなければならなかった。
第14航空団は1990年代にミラージュF1戦闘機の近代化が必要と判断され、最終的には2010年から2015年までにユーロファイター タイフーン多用途戦闘機と機種変換するとされる。2002年に同航空団はアラスカで実施されたコープ・サンダー演習に参加する。北大西洋条約機構によるバルト三国の領空警備の一環として2006年8月にはリトアニア共和国にミラージュF1戦闘機が展開している。
基地はイベリア半島内部における地勢によりモロン空軍基地、トレホン・デ・アルドス空軍基地、サラゴサ空軍基地およびガンド空軍基地と並びスペイン防衛の主要基地の一つとなっている。このため基地に配備される戦闘機は常時2機がアラート態勢を維持している。1986年からはNATO タイガーミートに第142飛行隊が参加し、1992年と2006年には同競技会の主催会場に選ばれている。2009年夏からヨーロッパのトップガンと言われる戦術指揮プログラム（TLP）を受け入れている。

## 配置部隊
- 第14航空団